# جيم ستانلي (لاعب كرة قاعدة)
جيم ستانلي (بالإنجليزية: Jim Stanley)‏ هو لاعب كرة قاعدة أمريكي، ولد في 1889 في Plymouth, Pennsylvania ‏ في الولايات المتحدة، وتوفي في 11 فبراير 1947 في ميشيغان سيتي في الولايات المتحدة.

## وصلات خارجية
- جيم ستانلي على موقعبيزبول رفرنس.كوم (الدوري الرئيسي) (الإنجليزية)
- جيم ستانلي على موقعبيزبول رفرنس.كوم (الدوري الثانوي) (الإنجليزية)